# Traditionsgeschichte
Traditionsgeschichte (auch Motivgeschichte oder Motivkritik genannt) als Teildisziplin der historisch-kritischen Bibelexegese untersucht einzelne Begriffe, Redewendungen, Zitate, Motive oder Themen der Bibel im Hinblick darauf, wie sie durch ihre Verwendung in voraufgegangener biblischer oder außerbiblischer Tradition inhaltlich geprägt wurden.
Es geht ihr um Inhalte, die sich weder schon aus dem Kontext des konkreten Anwendungsfall, noch aus der allgemeinen lexikalischen Bedeutung der Sprache des Textes ergeben, sondern erst aus einer vorausgegangenen Tradition, die dem biblischen Autor vertraut war und von ihm bei seinen Lesern als bekannt vorausgesetzt werden konnten, vom späteren wissenschaftlichen Exegeten aber erst mit den Mitteln der Traditionsgeschichte erschlossen werden kann.
Im Unterschied zur Textkritik, Traditionskritik und Literarkritik, die für den konkreten Anwendungsfall die Vorstufen der mündlichen und schriftlichen Genese seiner überlieferten Form erschließen, setzt die Traditionsgeschichte ihn in Beziehung zu vorausgegangenen anderen Anwendungsfällen und untersucht die sich dadurch ergebende inhaltliche Prägung. Soweit es sich dabei um innerbiblische Traditionen der Bibel handelt, geht es hierbei besonders um solche innerhalb des Alten Testaments, aber auch um solche Fälle, in denen neutestamentliche Aussagen durch ihre Anknüpfung an alttestamentliche Tradition geprägt und erst vor dem Hintergrund der Geschichte dieser Tradition inhaltlich zu verstehen sind.